# L'Héritage (série télévisée)
Pour les articles homonymes, voir L'Héritage.
L'Héritage est un téléroman québécois en 86 épisodes de 50 minutes, créé par Victor-Lévy Beaulieu et diffusé entre le 30 septembre 1987 et le 27 mars 1990 à la Télévision de Radio-Canada. Il s'agit d'un des plus grands succès de la télévision au Québec, plus de deux millions de téléspectateurs l'ont suivi assidûment.

## Synopsis
Cette saga met en scène la famille Galarneau, déchirée entre la rage et la passion, entre le mal de vivre et le drame de l'inceste. L'histoire gravite notamment autour de Xavier Galarneau, un fermier dur et sévère, passionné par les chevaux, qui vit à Trois-Pistoles avec ses fils Miville et Xavier « Junior » ainsi que sa fille cadette Julie, alors que sa fille aînée Miriam a fui la demeure familiale quatorze années plus tôt pour aller vivre à Montréal, habitée par un lourd secret l'unissant à son père.

## Fiche technique
- Scénario : Victor-Lévy Beaulieu
- Réalisation : Aimé Forget, Raymonde Boucher, Louis-Georges Carrier, Lise Chayer, Réjean Chayer, Jean-Marc Drouin, Maurice Falardeau, Michel Greco, Rolland Guay
- Société de production : Société Radio-Canada

## Distribution
- Gilles Pelletier : Xavier Galarneau
- Nathalie Gascon : Miriam Galarneau
- Robert Gravel : Miville Galarneau
- Yves Desgagnés : Xavier « Junior » Galarneau
- Sylvie Léonard : Julie Galarneau
- Jean-Louis Millette : Philippe Couture
- Amulette Garneau : Albertine Galarneau
- Aubert Pallascio : Gabriel Galarneau
- Paule Baillargeon : Maggie Cayouette
- Marie-Ange Barbancourt : Marie-Soleil Césaire
- Néfertari Bélizaire : Erzulie Maurice
- Jocelyn Bérubé : Jos Bérubé
- Roger Blay : Edgar Rousseau
- Anne Bryan : Carmelle
- Robert Rivard puis Yvan Canuel : Delphis Cayouette
- Sophie Clément : Blanche Soucy
- Joanne Côté : Rebecca Bloom
- Paul Dion : Arthur Lauzier
- Thomas Donohue : Abbé Roch Grandmaison
- Roy Dupuis : M. Leduc
- Daniel Gadouas : Moïse Abraham
- Jacques Galipeau : Isidore L'Hébreux, vétérinaire
- Jean-Claude Germain : Eugénio Gagnon
- Vincent Graton : Florent Corbin
- Laurent Imbault : Pascal
- Cédric Jourde : Maxime Galarneau
- Jan-Marc Lavergne : Facteur
- Jean-Christian Lavoie : Jean-Marie Soucy
- Patrice L'Ecuyer : Siegfrid Veilleux
- Sylvie Legault : Me Louiselle Saindon
- Jacques L'Heureux : Ti-Bob Cayouette
- Jean-Pierre Masson : Ludger Ouellette, gérant de la Caisse populaire
- Denis Mercier : Éric Wisecomm
- Monique Mercure : Fernande Riendeau
- Marie-Christine Perreault : Judith Martin
- Irène Rauch : Sarah Bloom
- Christiane Raymond : Nathalie Bérubé
- Geneviève Rioux : Stéphanie Galarneau
- Marcel Sabourin : Carol Lévesque
- Isabelle Vincent : Carmelle
- François Dupuy : Jacques
- André Matteau : Garde du corps
- Clément Sasseville : Joueur
- Hélène Loiselle : Virginie Galarneau
- Guy Thauvette : Charles Cantin
- Jacques Thisdale : Adrien Caron
- Marc Legault : René Messier, gérant Blue Bonnet
- Olivier L'Écuyer : Mario (Media Texte)

## Récompenses
- Prix Gémeaux : Meilleur texte : série dramatique 1988
- Prix Gémeaux : Meilleur texte : série dramatique 1989
- Prix Gémeaux : Meilleur texte : série dramatique 1990
- Prix Gémeaux : Meilleure série dramatique 1990